# Terrington St Clement
Terrington St Clement är en ort och civil parish i Storbritannien.   Den ligger i grevskapet Norfolk och riksdelen England, i den sydöstra delen av landet, 140 km norr om huvudstaden London. Terrington St Clement ligger 5 meter över havet och antalet invånare är 3 176.
Terrängen runt Terrington St Clement är mycket platt. Runt Terrington St Clement är det ganska tätbefolkat, med 90 invånare per kvadratkilometer. Närmaste större samhälle är King's Lynn, 6,4 km öster om Terrington St Clement. Trakten runt Terrington St Clement består till största delen av jordbruksmark.